# Ekstraheringspligt
Ekstraheringspligt er et juridisk begreb, som anvendes i forbindelse med aktindsigt indenfor offentlighedsloven. Ekstraheringspligten er kravet om aktindsigt og udlevering af faktiske oplysninger, som ellers ville være undtaget aktindsigt, jf. forvaltningsloven § 12, stk. 1. Esktraheringspligten gælder faktiske oplysninger, som indgår i et intern arbejdsdokument, og som har en væsentlig betydning for sagens afgørelse, jf. forvaltningsloven § 12, stk. 2 og offentlighedsloven § 11.
Udlevering af faktiske oplysninger i interne dokumenter kan i praksis udleveres på den måde, at oplysninger, som ikke er underlagt ekstraheringspligten, streges ud med sort tusch og fotokopieres. På denne måde er det ikke er muligt at "se igennem papiret".